# Cristian Dulca
Cristian Dulca (n. 25 octombrie 1972, Cluj, România) este un antrenor român de fotbal. În prezent antrenează echipa FC Universitatea Cluj. În cariera de fotbalist, a evoluat printre altele pentru CFR Cluj, Rapid București, U Cluj sau Honved Budapesta și a strâns șase selecții pentru echipa națională de fotbal a României pentru care a fost selecționat la Campionatul Mondial de Fotbal din 1998.
Și-a început cariera de antrenor la FC Vaslui în mai 2009, în sezonul 2008-2009 al Ligii I și a calificat echipa în Liga Europa. A fost demis la 21 septembrie 2009. În 4 octombrie 2009 a fost instalat în funcția de antrenor principal al echipei U Cluj. După obținerea promovării în Liga I, a fost înlocuit în funcție de Marian Pană, dar a revenit la U Cluj 3 ani mai târziu. În anul 2011 el a reușit să învingă de două ori cancerul și s-a vindecat de fiecare dată.